# Tom Allom
Tom "Kolonel" Allom is een Brits platenproducer, eerst nog geluidstechnicus.  
Zijn grootste bekendheid kreeg hij door Strawbs, waar hij bij het album Grave New World nog geluidstechnicus was maar later producer van een aantal albums. Grootste bekendheid verkreeg hij als producer van Judas Priest. Onderstaand een geselecteerde lijst:

## Discografie

### Geluidstechnicus

#### Black Sabbath
- 1970 - Black Sabbath
- 1970 - Paranoid
- 1971 - Master of Reality

#### Genesis
- 1969: From Genesis To Revelation

#### Strawbs
- 1972 – Grave New World (album)

### Producer

#### Strawbs
- 1973 - Bursting at the Seams
- 1974 - Ghosts
- 1974 - Hero and Heroine
- 1975 - Nomadness

#### Pat Travers
- 1978 - Go For What You Know

#### The Tourists
- 1979 - Reality Effect
- 1980 - Luminous Basement

#### Judas Priest
- 1979 - Unleashed in the East
- 1980 - British Steel
- 1981 - Point of Entry
- 1982 - Screaming for Vengeance
- 1984 - Defenders of the Faith
- 1986 - Turbo
- 1987 - Priest...Live!
- 1988 - Ram it Down

#### Nantucket
- 1980 - Long Way to the Top

#### Def Leppard
- 1980 - On Through the Night

#### Doc Holliday
- 1980 - Doc Holliday
- 1981 - Doc Holliday Rides Again

#### Kix
- 1981 - Kix

#### Whitford-St. Holmes
- 1981 - Whitford-St. Holmes

#### Krokus
- 1983 - Headhunter

#### Y & T
- 1984 - In Rock We Trust

#### Rough Cutt
- 1985 - Rough Cutt

#### Loverboy
- 1985 - Lovin' Every Minute of It

#### Urgent
- 1987 - Thinking Out Loud

#### Jetboy
- 1988 - Feel the Shake

#### The Works
- 1989 - From Out of Nowhere

#### Ashes & Diamonds
- 1993 - Heart of an angel